# Joseph Stein
Joseph Stein (n. 30 mai 1912, New York City, New York, SUA – d. 24 octombrie 2010, New York City, New York, SUA) a fost un dramaturg american, cunoscut pentru scrierea libreturilor unor musicaluri precum Scripcarul pe acoperiș și Zorba.

## Biografie
Născut la New York din părinți evrei, Charles și Emma (Rosenblum) Stein, care emigraseră din Polonia, Joseph Stein a crescut în Bronx. A absolvit studii la City College of New York în 1935, apoi a urmat un masterat în asistență socială la Universitatea Columbia în 1937. El a început o carieră de specialist în asistență socială, lucrând în domeniul psihiatriei din 1939 până în 1945, timp în care a scris mici piese comice.
O întâlnire întâmplătoare cu Zero Mostel l-a determinat să înceapă să scrie texte pentru personalități ale radioului precum Henry Morgan, Hildegarde, Tallulah Bankhead, Phil Silvers și Jackie Gleason. Mai târziu, a lucrat în televiziune pentru Sid Caesar, făcând parte din echipa de scenariști a spectacolului TV Your Show of Shows, alături de Woody Allen, Mel Brooks, Carl Reiner și Neil Simon.

### Activitatea teatrală
Stein și-a făcut debutul pe Broadway, contribuind cu schițe scrise în colaborare cu Will Glickman la spectacolul de revistă Lend an Ear (1948). Prima sa colaborare la un musical a avut loc atunci când Richard Colmar, soțul cronicarei Dorothy Kilgallen, i-a cerut să scrie libretul unui musical despre Pennsylvania, care să promoveze statul într-un mod similar cu Oklahoma! al lui Rodgers și Hammerstein. Stein și partenerul său scenaristic Will Glickman au ajuns în comunitatea Amish din comitatul Lancaster. Ei au cumpărat o broșură turistică de 50 de cenți, scrisă într-un argou Pennsylvania Dutch, și s-au întors la New York pentru a scrie Plain and Fancy, care a avut premiera pe Broadway pe 27 ianuarie 1955 și a fost reprezentat în 461 de spectacole. A fost o „alternativă de modă veche și relaxantă petrecută în cadrul comunității Pennsylvania Dutch. Era plăcută și cu siguranță potrivită pentru familiile de comercianți.” Musicalul s-a jucat în The Round Barn Theatre de la ferma Amish Acres din Nappanee, Indiana anual, începând din 1986, și a depășit 3.000 de spectacole  în 2010. Richard Pletcher, fondator și producător, i-a dedicat lui Stein scena The Round Barn Theatre în 1997 în timpul reprezentației spectacolului The Baker's Wife. Teatrul a produs de atunci opt musicaluri ale lui Stein.
Succesul său mai mare s-a datorat scrierii libretului pentru musicalul Scripcarul pe acoperiș (1964), pentru care a câștigat trei premii majore, inclusiv două premii Tony. El a scris ulterior scenariul adaptării cinematografice a piesei.
Stein a mai colaborat și la alte spectacole de pe Broadway, printre care Alive and Kicking, Mr. Wonderful, The Body Beautiful, Juno, Take Me Along, Irene, Carmelina, The Baker's Wife, Rags, Enter Laughing și adaptarea sa musicală, So Long, 174th Street. A scris piesele Mrs. Gibbons' Boys și Before the Dawn. A elaborat, în colaborare cu Carl Reiner, scenariul adaptării cinematografice a spectacolului Enter Laughing. The Baker's Wife, scris în colaborare cu Stephen Schwartz, a fost regizat de Trevor Nunn la Londra în 1989, fiind nominalizat la Premiul Olivier pentru musicalul anului.
Antonio Banderas urma să fie vedeta viitorului spectacol  Zorba programat a fi reprezentat în stagiunea 2010-2011 pe Broadway.
Stein a scris libretul pentru musicalul All About Us, cu partea muzicală compusă de Kander și Ebb, inspirat din piesa Prin urechile acului de Thornton Wilder. Acesta a avut premiera la Westport Country Playhouse în aprilie 2007.
York Theatre
York Theatre a reprezentat musicalurile Take Me Along, Carmelina și Plain and Fancy  în cadrul seriei de spectacole „Musicals in Mufti” din 2006. Stein a revizuit Carmelina, reducând-o la o distribuție formată din șapte persoane față de spectacolul  original de pe Broadway. Seria din 2007 a conținut alte patru musicaluri ale lui Stein: Zorba, Enter Laughing: The Musical (redenumit din So Long, 174th Street), The Body Beautiful și The Baker's Wife. Lecturile sunt prezentate în spectacol în haine de stradă fără decor sau recuzită.
York Theatre, sub îndrumarea directorului artistic James Morgan, a reprezentat un spectacol aclamat al musicalului Enter Laughing: The Musical în perioada 3 septembrie - 12 octombrie 2008, cu Jill Eikenberry și Michael Tucker. El a fost nominalizat în 2009 pentru  Premiul Lucille Lortel pentru relansare excepțională. A mai fost anunțată preluarea unui spectacol de pe Broadway.
Encores!
Victoria Clark a apărut în spectacolul Juno de Marc Blitzstein și Joseph Stein, reprezentat în cadrul seriei Encores! de la City Center în regia lui Garry Hynes. Juno s-a jucat timp de cinci spectacole, în perioada 27-30 martie 2008 la New York City Center și a fost prima reprezentație de la spetacolul original de pe Broadway care a folosit orchestrația originală a lui Blitzstein, Hershy Kay și Robert Russell Bennett.
Juno, cu textul și muzica de Marc Blitzstein și libretul de Joseph Stein, este inspirat din piesa Juno and the Paycock (1924) de Seán O'Casey. El a avut premiera pe Broadway la Winter Garden Theater, în 9 martie 1959, cu Shirley Booth și Melvyn Douglas în rolurile principale și a fost reprezentată în 16 spectacole. Printre cântecele musicalului sunt „I Wish It So”, „We’re Alive” și „One Kind Word”.

## Viața personală
Stein a trăit în Manhattan cu soția sa, Elisa Loti, o actriță câștigătoare a premiilor Obie și Theatre World care a apărut pe coperta Revistei LIFE și este acum o psihoterapeută ce-și practică meseria sub numele Elisa Stein. A fost membru al consiliului breslei dramaturgilor din 1975 și până la moartea sa. Joseph Stein a murit în 2010, la 98 de ani, în urma complicațiilor cauzate de o cădere.
Fiul său, Harry Stein, spre deosebire de tatăl său, este un scriitor conservator din punct de vedere politic cunoscut pentru comentariile politice cu iz satiric. El a mai avut doi fii, Daniel și Josh, din prima căsătorie cu Sadie Singer Stein, care a murit în 1974. De asemenea, el a avut o fiică vitregă, Jenny Lyn Bader, și un fiu vitreg, John M. Bader, din căsătoria sa cu Elisa Loti.

## Onoruri
În ianuarie 2008, Joseph Stein a fost inclus în Theater Hall of Fame. A fost onorat de The Dramatists Guild of America cu un premiu pentru întreaga carieră în 2008 și de York Theatre cu Premiul Oscar Hammerstein pentru întreaga carieră în teatrul musical în 2007.
Printre alte organizații care l-au onorat pe Joseph Stein sunt Writers and Artists for Peace in the Middle East, care i-a oferit un premiu pentru activitate remarcabilă; Walnut Street Theatre, care i-a dat Premiul Edwin Forrest pentru contribuții remarcabile în domeniul teatrului în 2001; Asociația Alumni a City College, care i-a acordat Medalia Townsend Harris în 2004 și Encompass New Opera Theatre, care l-a onorat cu un premiu pentru întreaga carieră în anul 2009.

## Premii și nominalizări
Premii
- 1965 Premiul Tony pentru cel mai bun musical – Scripcarul pe acoperiș
- 1965 Premiul Tony pentru cel mai bun autor al unui muzical – Scripcarul pe acoperiș
- 1965 Premiul New York Drama Critics Circle pentru cel mai bun musical – Scripcarul pe acoperiș
- 1965 Premiul Newspaper Guild of New York Page One – Scripcarul pe acoperiș

Nominalizări
- 1960 Premiul Tony pentru cel mai bun musical – Take Me Along
- 1969 Premiul New York Drama Critics Circle pentru cel mai bun musical – Zorba
- 1969 Premiul Tony pentru cel mai bun musical – Zorba
- 1971 Premiul anual Writers Guild of America pentru cea mai bună comedie adaptată dintr-un alt mediu – Scripcarul pe acoperiș
- 1987 Premiul Tony pentru cel mai bun libret al unui musical – Rags